# .ne
.ne este un domeniu de internet de nivel superior, pentru Niger (ccTLD).